# جونیلسون (بازیکن فوتبال)
جونیلسون (به پرتغالی: Jonílson Clovis Nascimento Breves) هافبک اهل برزیل است که در شهر Pinheiral و در تاریخ ۲۸ نوامبر ۱۹۷۸ به دنیا آمده‌است.
جونیلسون در تیم‌های فوتبال Volta Redonda سابقهٔ حضور دارد.